# Dahd Sfeir
Dahd Sfeir   (Montevideo, 20 de juliol de 1932 - Montevideo, 17 d'agost de 2015) va ser una actriu i cantant uruguaiana, coneguda també com a Ducho.

## Biografia
Nascuda en una família d'origen libanès, en la seva infància va ser veïna del poeta espanyol exiliat Rafael Alberti. Es va iniciar al Club de Teatre creat per Taco Larreta. Va estudiar teatre a l'Escola Municipal d'Art Dramàtic (avui Escola Multidisciplinària d'Art Dramàtic), tenint per professora a Margarida Xirgu. Va ser prohibida per la dictadura militar uruguaiana, i es va exiliar junt amb el seu marit Carlos María Gutiérrez a Veneçuela (entre 1973 i 1985), a Cuba i Suècia.
El 1996 va rebre el Premi Helen Hayes a la ciutat de Washington, per la producció musical Mano a mano (Mà a mà). Va actuar també a Itàlia i Espanya en un espectacle sobre Mario Benedetti. Ha actuat a l'Uruguai i en diversos països, incloent Espanya.
Va tornar a l'Uruguai amb una recordada sèrie d'espectacles unipersonals: Mano a mano amb Alberto Candeau. Després va protagonitzar Masterclass amb el personatge de Maria Callas. El 2008 va ser declarada Ciutadana Il·lustre de Montevideo.
Va morir el 17 d'agost de 2015 als 83 anys.
Va ser guardonada amb el Premi Candelagro de Oro atorgat per la B'nai B'rith Uruguai.

## Discografia
- Dice poemas de Idea Vilariño (Playhouse Uruguay 10.584).
- Sfeir en Cuba (Playhouse Uruguay 17.155. 1968).
- Mano a mano (amb Rubén Yáñez. Musicanga. 1996).